# Auto-erotisch ongeval
Een auto-erotisch ongeval is een ongeval waarbij iemand letsel, soms zelfs dodelijk letsel, oploopt door solitaire seksuele activiteiten. 
Hoewel het ook denkbaar is dat iemand overlijdt door gezamenlijke erotische activiteiten komt dit minder voor, omdat twee mensen samen zich eerder aan bepaalde grenzen houden en dat een bepaalde erotische activiteit juist in afzondering beoefend wordt omdat men zich voor de seksuele voorkeur schaamt tegenover andere mensen, inclusief de eigen partner. Bovendien is er niemand aanwezig om te helpen als het fout gaat wanneer men de seksuele activiteit alleen uitvoert. Dit wordt verergerd doordat men niet betrapt wil worden en de deur op slot doet, waardoor eventuele hulp moeilijker kan arriveren. Alcohol en drugs, gecombineerd met de seksuele opwindingsroes, leiden ertoe dat men het eigen welzijn uit het oog verliest.
In de meeste dodelijk aflopende gevallen is de doodsoorzaak verstikking door solitaire wurgseks. De reden is dat solitaire wurgseks vaak plaatsvindt door hangende aan een strop te masturberen. Wanneer de strop niet automatisch loskomt als men het bewustzijn verliest, leidt dit tot de dood door verstikking.
Andere (minder) voorgekomen doodsoorzaken zijn elektrocutie, sepsis ('bloedvergiftiging') en oververhitting. Elektrocutie is een enkele keer gesignaleerd in gevallen waarbij men de tepels of geslachtsdelen wilde stimuleren met (lichte) stroomschokken en de stroomschok toch te zwaar uitviel of (bij stroomstoten op de tepels) het hart ontregelde. Oververhitting is weleens voorgekomen bij rubberfetishisten, die in een nauwsluitend rubberen pak masturbeerden en dit op een hete zomerdag in een hete (binnen)ruimte deden. Sepsis treedt vaak op door toegebrachte verwondingen rondom de anus, bijvoorbeeld een endeldarmperforatie door een zelf ingebracht scherp voorwerp. Tevens wacht men veelal bij erotisch letsel uit schaamte vaak (te) lang met het zoeken van medische hulp, waardoor complicaties kunnen optreden. Deze complicaties, meestal sepsis, kunnen dodelijk zijn. 
Vaughn Bodé, David Carradine en Kristian Digby zijn bekende personen die door een auto-erotisch ongeval om het leven zijn gekomen.

## Auto-erotische ongevallen en zelfmoord
Vaak worden dodelijke auto-erotische ongevallen niet herkend en verward met moord of zelfmoord. Dit kan ook opzettelijk gebeuren omdat de persoon die het slachtoffer vindt wil voorkomen dat de eer van de overledene en diens familie besmeurd raakt. Aanwijzingen dat er sprake is van een auto-erotisch ongeval zijn naaktheid (niet in alle gevallen) van het slachtoffer, de aanwezigheid van pornografisch beeldmateriaal, de afwezigheid van sporen van een gevecht, en de afwezigheid van een afscheidsbrief.